# Neoclytus vitticollis
Neoclytus vitticollis är en skalbaggsart som beskrevs av Aurivillius 1920. Neoclytus vitticollis ingår i släktet Neoclytus och familjen långhorningar. Inga underarter finns listade i Catalogue of Life.